# مونتالدئو
مونتالدئو (به ایتالیایی: Montaldeo) یک کومونه در ایتالیا است که در استان آلساندریا واقع شده‌است.

## خصوصیات
مونتالدئو ۵٫۲ کیلومترمربع مساحت و ۳۱۱ نفر جمعیت دارد و ۳۳۲ متر بالاتر از سطح دریا واقع شده‌است.